# Rathaus Weißensee
Das Rathaus Weißensee ist das auch als Askania-Haus bezeichnete Amtsgebäude des im Jahr 1920 gebildeten Bezirks Berlin-Weißensee. Nach der Bezirksreform im Jahr 2001 wurde Weißensee ein Ortsteil des Bezirks Pankow. Das Rathaus dient seitdem als Bürgeramt. Das Amtsgebäude hatte etliche Vorgängerbauten an anderen Standorten. Das hier dargestellte Bauwerk wurde als Verwaltungssitz einer Fabrik aus dem Jahr 1912 errichtet, danach fanden sich stetig neue Nutzungen.

## Geschichte

### Erstes Rathaus

Rathaus in der Albertinenstraße

Der Verwaltungsbezirk Weißensee entstand mit der Bildung der Groß-Berliner Stadtgemeinde. Von 1905 bis 1920 war er eine Großgemeinde, die aus dem Zusammenschluss des Dorfes Weißensee und des Gutsbezirks (1879 in Neu-Weißensee umbenannt) gebildet wurde. Carl Woelck wurde am 14. November 1905 zu ihrem Gemeindevorsteher gewählt. Woelck setzte sich vehement für den urbanen Ausbau von Weißensee ein und holte dazu den Architekten Carl Bühring als Stadtplaner nach Weißensee.
Der Gemeinderat nutzte ein im Jahr 1903 fertiggestelltes Rathaus in der Albertinenstraße 6, dessen Baumeister/Architekt (bisher) bekannt ist. Weil aber die Einwohnerzahl innerhalb von 10 Jahren von 37.500 auf 46.400 gestiegen war, diente ein 1909 bezogenes Beamtenwohnhaus in der Pistoriusstraße 24 als Verwaltungsgebäude II und in der Parkstraße 71 wurde das Amtsgericht Weißensee angesiedelt. (Das Amtsgericht hatten die Architekten Paul Thoemer und Rudolf Mönnich geplant und ihren Bau geleitet.)
Im ersten Rathaus waren in den 1920er Jahren folgende Verwaltungseinheiten untergebracht: das Büro des Bürgermeisters, das Finanzbureau, die Bezirkskasse, ein Polizeigefängnis, die Bezirkswache der Schutzpolizei. Außerdem verfügte das Amtshaus zum Hof hin über einen größeren Garten, der zu den Parzellen Albertinenstraße 7 bis 9 gehört.
Nach 1945 wurde das Rathaus in der Albertinenstraße samt weiteren umstehenden Gebäuden zu einer Polizeidienststelle. Die Bezirksverwaltung zog deshalb im Herbst 1945 für einige Zeit in das Askania-Haus an der Ecke Berliner Allee und Liebermannstraße. Dieser Baukomplex gehörte zu den Askania-Werken, er war 1939 auf Veranlassung des Reichsluftfahrtministeriums gebaut worden. – Die Polizei blieb in der Albertinenstraße noch bis um 1990. Nach der Wende wurden direkt an das Haus neue Wohnbauten angebaut, auch das ehemalige Rathaus wurde zum Wohnen umfunktioniert. Die schmucke Jugendstilfassade auf der Hofseite blieb erhalten.

### Zweites Rathaus

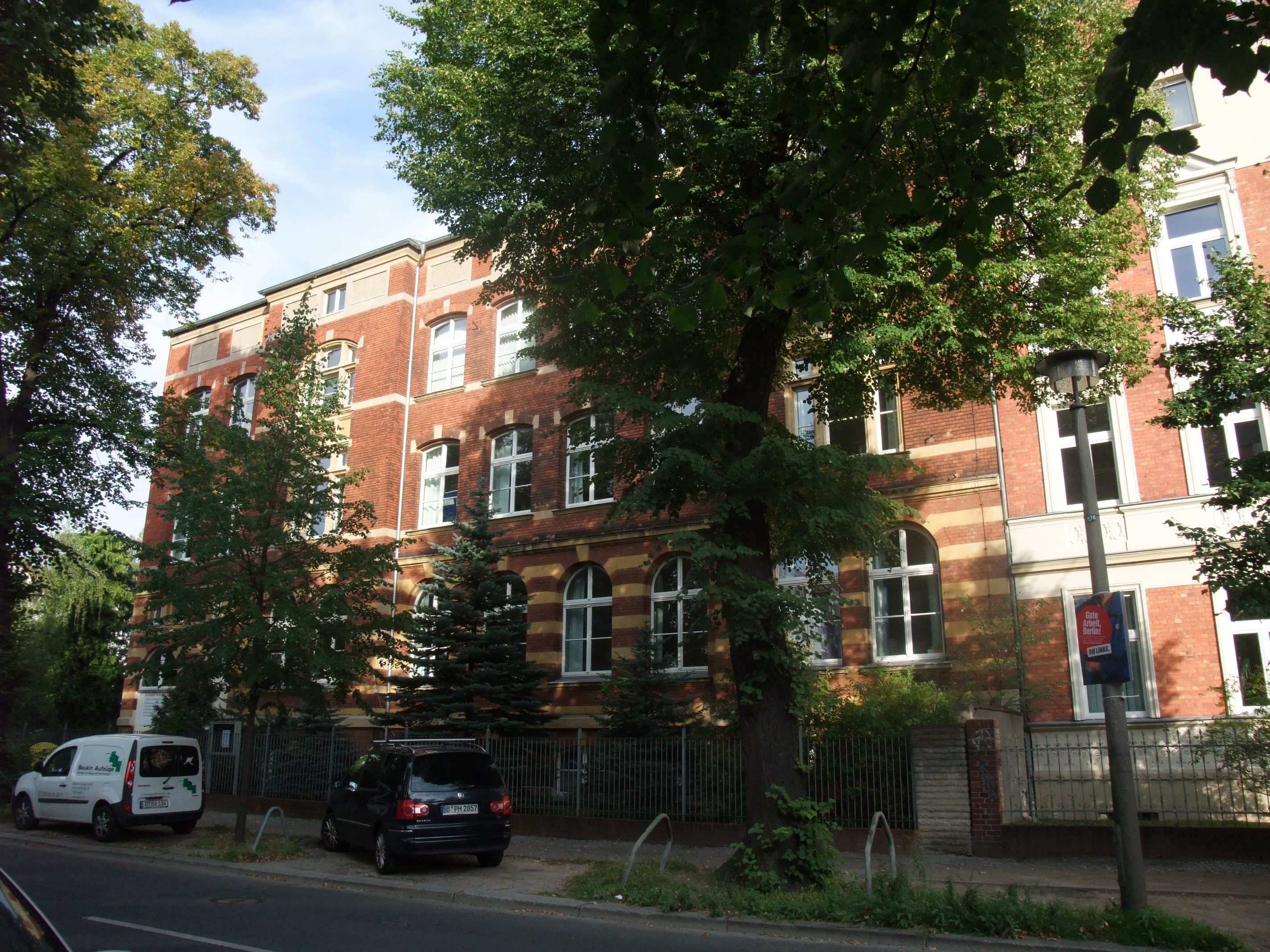
Baukomplex Parkstraße 22/23; Zustand im Jahr 2019

Noch während des Zweiten Weltkriegs waren Teile der Ratsversammlung von der Albertinenstraße „um die Ecke“ in einen Teil der Israelitischen Taubstummenanstalt in die Parkstraße 22/23 gezogen. Die Bezirksverwaltung kaufte das Grundstück 1941 und nutzte die Immobilie noch bis 1955. Später siedelten sich hier mehrere Bildungseinrichtungen an.

### Drittes Rathaus

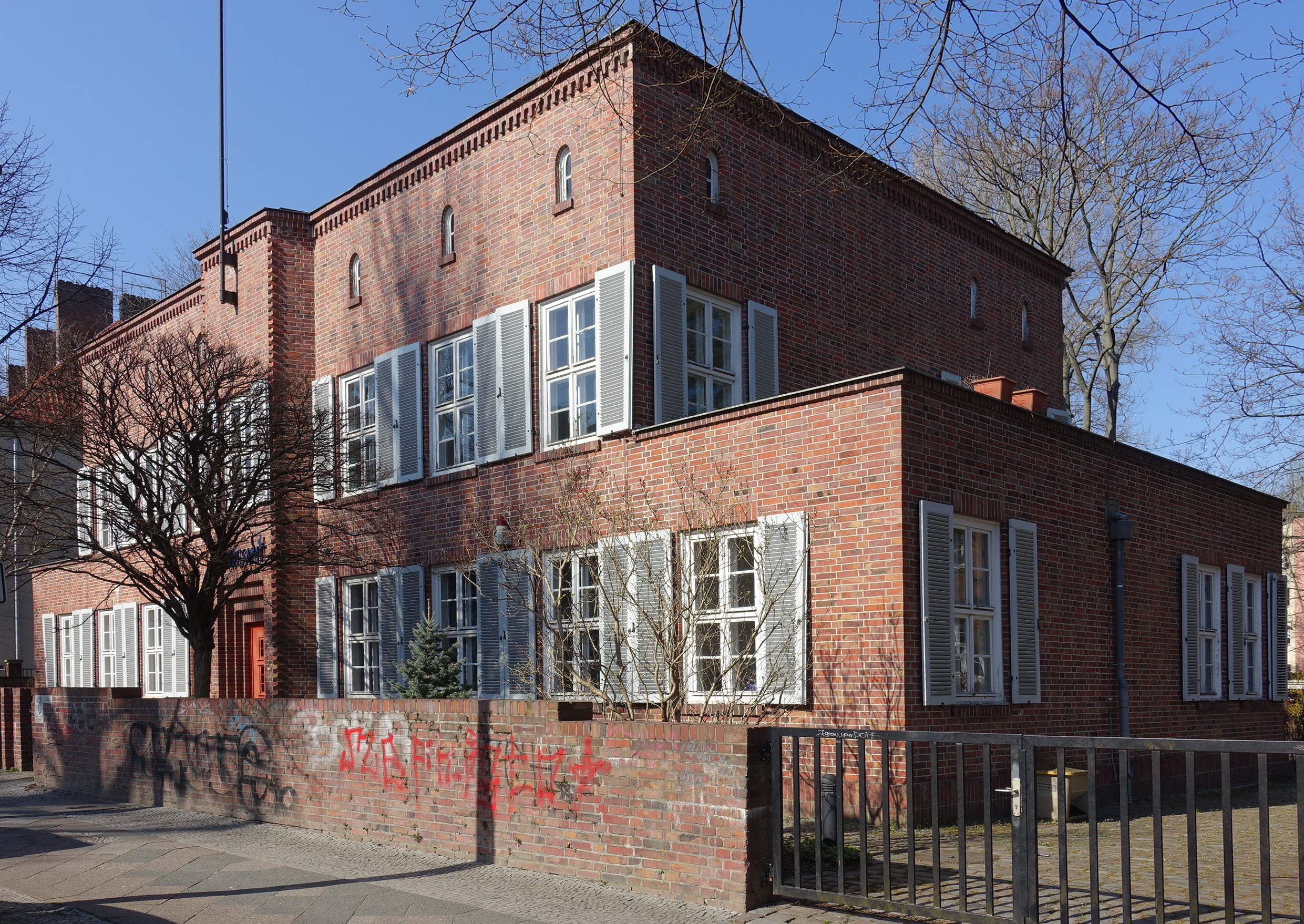
Teil des Schulhauses in der Amalienstraße 6–8

Ab dem Jahr 1955 nutzte der Rat des Stadtbezirks einen Flügel des Gebäudeensembles Amalienstraße 6–8/Parkstraße 82 als Verwaltungssitz. Das mehrteilige Gebäude hatte der Architekt Reinhold Mettmann 1930/1931 als Weltliche Schule mit Rektorenwohnhaus entworfen. Ein weiterer Amtssitz der Bezirksverwaltung befand sich weiterhin im früheren Askania-Haus (Berliner Allee 252/260 Ecke Liebermannstraße 45/65). Das hatte sich der Fabrikant Karl Otto Raspe als „Apparatefabrik“ vom Architekten Richard Schubert 1939/1941 errichten lassen.

### Viertes Rathaus
Nach der Wende und der Wiedervereinigung der Stadt Berlin bestanden alle Verwaltungsbauten des Bezirksamtes weiter, eine neue Ratsmannschaft zog aber dort ein.
Das Amtshaus im Schulkomplex wurde wieder zu einem Schulkomplex, die gesamte Bezirksverwaltung zog nun in das Askania-Haus.
Zwischen den 1960er Jahren und Ende 1990 war der Hauptnutzer des Askania-Hauses die Staatssicherheit mit den Bereichen Personen- und Objektschutz. Nach der Auflösung dieser Einrichtung wurde der Gebäudekomplex renoviert und die neuen Weißenseer Ratsmitglieder zogen ein. Über dem Eingang informierten goldene Lettern über den Zweck des Bauwerks: Rathaus Weißensee.
Mit der Verwaltungsreform des Jahres 2001 erhielt der ehemalige Stadtbezirk den Status eines Ortsteils und das Rathaus dient seither als Bürodienstgebäude des Bezirksamtes. Die Schrift über dem Haupteingang blieb erhalten. Hier sind nunmehr das für den Bezirk Pankow von Berlin zuständige Bauaktenarchiv, ein Teil des Jugendamtes des Bezirks ('Dienstsitz des Stadtrates für Jugend und Familie), die Serviceeinheit Facility Management, die Bezirkskasse sowie eine der vier Filialen der Pankower Bürgerämter untergebracht.

## Architektur
- Das Bauensemble des dritten Rathauses in der Amalienstraße 6–8 ist ein Komplex unverputzter Klinkerbauten im Stil der Neuen Sachlichkeit. Es besteht aus zwei winkelförmig angeordneten Flügeln. Daran angebaut ist zur Ecke hin ein niedrigeres Aula-Gebäude sowie entlang der Blechenstraße ein Gebäude mit zwei übereinander angeordneten Turnhallen, das mit einer Gymnastikterrasse versehen ist. Das Schulhaupthaus ist vier Stockwerke hoch und wird mit einem Flachdach abgeschlossen. Das Treppenhaus ist im Eckbau angeordnet und überragt beide Bauflügel. Hier verlaufen zwei senkrechte Fensterbänder zur Hofseite.
 Die Fenster sind regelmäßig waagerecht gereiht, getrennt durch noppenartige Fensterpfeiler und mit Steinlagen zu Bändern zusammengefasst. Zwischen der dritten und vierten Etage verkündeten Versalien direkt an der Ecke Amalienstraße: RATHAUS.[9]
- Das 1940 als Verwaltungssitz für die Askania-Werke fertiggestellte Gebäude folgt ebenfalls dem Stil der Neuen Sachlichkeit. Es handelt sich um einen mehrgeschossigen Klinkerbau, der in zwei Bautrakten im leicht spitzen Winkel entlang der Berliner Allee und Liebermannstraße angeordnet ist und mit Flachdächern abschließt. Die Flügelbauten sind vieretagig, das Eckgebäude wurde im Jahr 1970 um drei Etagen aufgestockt, die beiden obersten abgetreppt, so dass ein Wachtturm entstanden war.[8] Die jeweils obersten Stockwerke sind unterhalb ihrer Dachabschlüsse in regelmäßigen Abständen mit überkreuz gemauerten Klinkern verziert.
 Der Haupteingang ist über eine einstufige breite Plattform zugängig. Senkrecht über dem Eingangsbereich sind zwischen den drei Türen vier vorgesetzte rechteckige Halbsäulen bis in die zweite Etage gezogen. Diese vorspringenden Bauelemente werden dann waagerecht mit einem Sims zusammengefasst, der am oberen Ende ein Klinker-Kreuzband trägt.